# Кноський лабіринт
Кноський лабіринт (дав.-гр. Λαβύρινθος) — в давньогрецькій міфології складна споруда з безліччю заплутаних переходів, спроєктована легендарним винахідником й інженером Дедалом на острові Крит.
Згідно з афінською міфологією, лабіринт в Кноссі був побудований Дедалом для царя Міноса. Він був так хитро побудований, що сам його творець ледь зміг втекти звідти. У лабіринті уклали чудовисько-людожера Мінотавра, на поживу якому афіняни повинні були відправляти сім юнаків і сім дівчат щорічно. Призначення лабіринту полягало в тому, щоб утримувати чудовисько і не дати йому вибратися назовні. Пізніше на острів в числі юнаків для Мінотавра прибув герой Тесей. Його полюбила Аріадна, дочка Міноса, і, щоб допомогти вибратися з Лабіринту, дала йому з собою клубок ниток. Тесей прив'язав кінець нитки до дверей біля входу в лабіринт і, вбивши Мінотавра, благополучно вибрався з заплутаних ходів. У Кноській міфології центральну роль займає не перемога героя Тесея над Мінотавром, а критські мотиви: умовне зображення лабіринту і сам Мінотавр — атлетичної статури чоловік з бичачою головою. Головним божеством Криту був бик, а серед мінойських сюжетів не було ні Міноса, ні Аріадни, ні Тесея. Існують так само теорії, що Лабіринт був побудований Дедалом задовго до життя царя Міноса за подобою єгипетського лабіринту.
На критських монетах протягом тривалого часу, від архаїки до пізнього еллінізму, зустрічаються зображення, що відсилають до афінського міфу. Хоча на ранніх Критських монетах демонструються розгалужені ходи до пари їх літературному опису, зображення Лабіринту спростилося до класичниго критського, без тупиків і розгалужень. Такий вид зображення став використовуватися для ілюстрування Лабіринту ще в 430 роках до н. е. і став широко використовуватися для його візуального відображення.
Ймовірно, прототипом для легендарного лабіринту став Кноський палац, який вважався такою же вигадкою, що і лабіринт, аж до самого кінця 19 століття, коли він був виявлений спочатку Міносом Калокеріносом, а потім Артуром Евансом. Комплекс житлових і господарських приміщень Кносского палацу нагадує печерний, підземно-наземний лабіринт, що складається з декількох поверхів.